# Boris Suszkiewicz

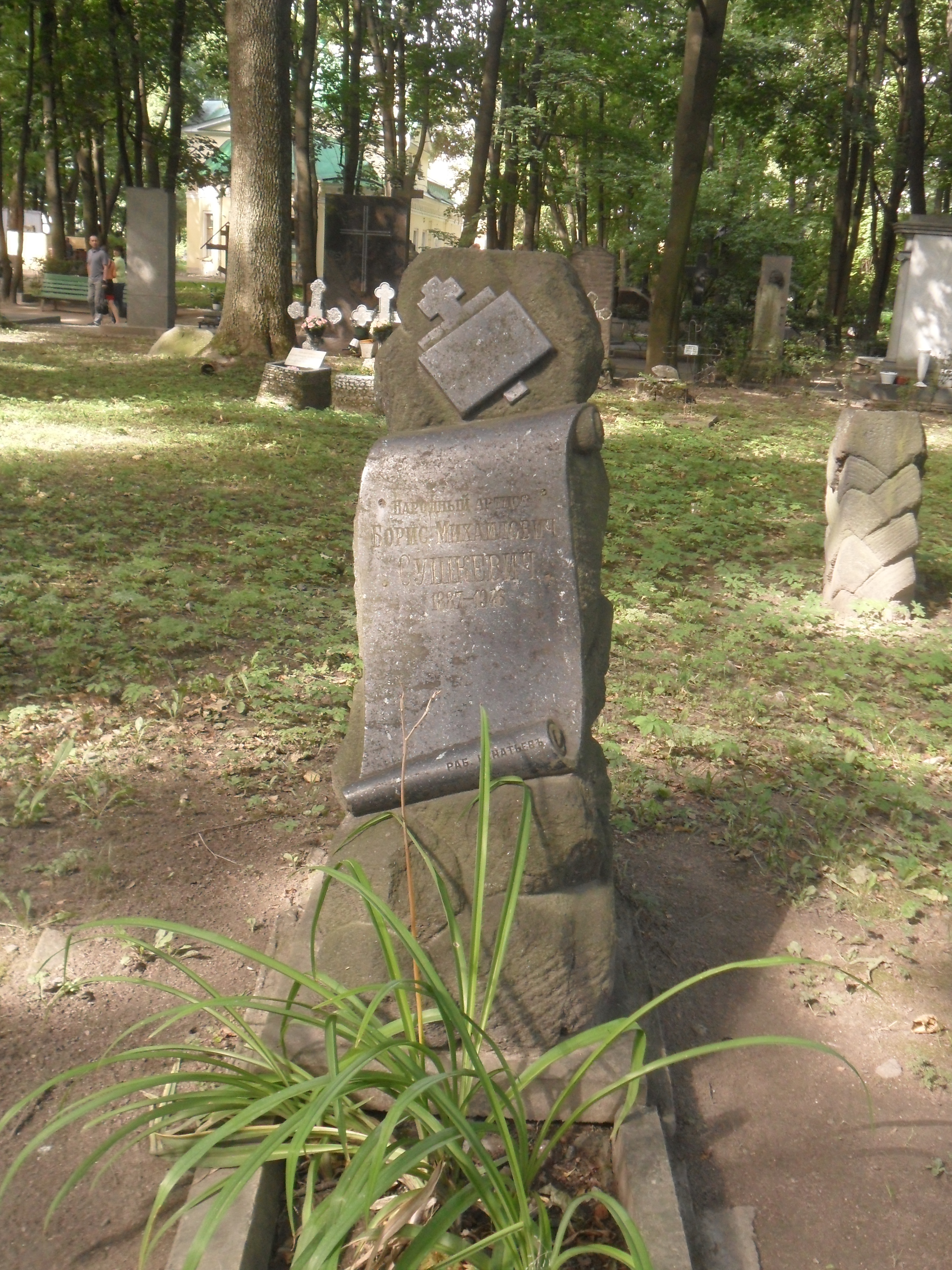
Grób Borisa Suszkiewicza na Litieratorskich Mostkach w Petersburgu

Boris Michajłowicz Suszkiewicz (ros. Бори́с Миха́йлович Сушке́вич; ur. 1887, zm. 1946) – radziecki reżyser oraz aktor filmowy i teatralny. Ludowy Artysta RFSRR (1944). 
Aktor MChAT. Odznaczony Orderem Czerwonego Sztandaru Pracy. Pochowany na Litieratorskich Mostkach.

## Filmografia

### Reżyser
- 1915: Świerszcz za kominem[2]
- 1918: Chleb

### Aktor
- 1915: Car Iwan Groźny jako Maluta Skuratow
- 1927: Człowiek z restauracji